# Serra de Vidabona
La Serra de Vidabona és una serra situada al municipi d'Ogassa a la comarca del Ripollès, amb una elevació màxima de 1.492 metres.